# Anders Pettersson (byggmästare, Svedala)
Denna artikel handlar om byggmästaren Anders Pettersson från Svedala, För byggmästaren Anders Pettersson från Värsås, se Anders Pettersson (byggmästare, Värsås)
Anders Pettersson, född 12 februari 1871 i Visseltofta församling, Kristianstads län, död 19 februari 1962 i Svedala församling, Malmöhus län, var en svensk byggmästare.
Han var son till byggmästaren Per Pettersson och far till arkitekten Adrian Langendal.

## Verk i urval
- Svedala 69:4, Kyrkogatan 19. Nybyggnad av villa åt Nils Fredriksson (ca 1900)[2].
- Svedala 70:12, Åbjörngatan 8. Nybyggnad av villa åt poliskommissarien Josef Linderoth (1910)[3].
- Svedala kyrka. Till- och ombyggnad av kyrkobyggnad åt Svedala församling (1900-01), tillsammans med fadern Per Pettersson[4].